# Margaret Anderson

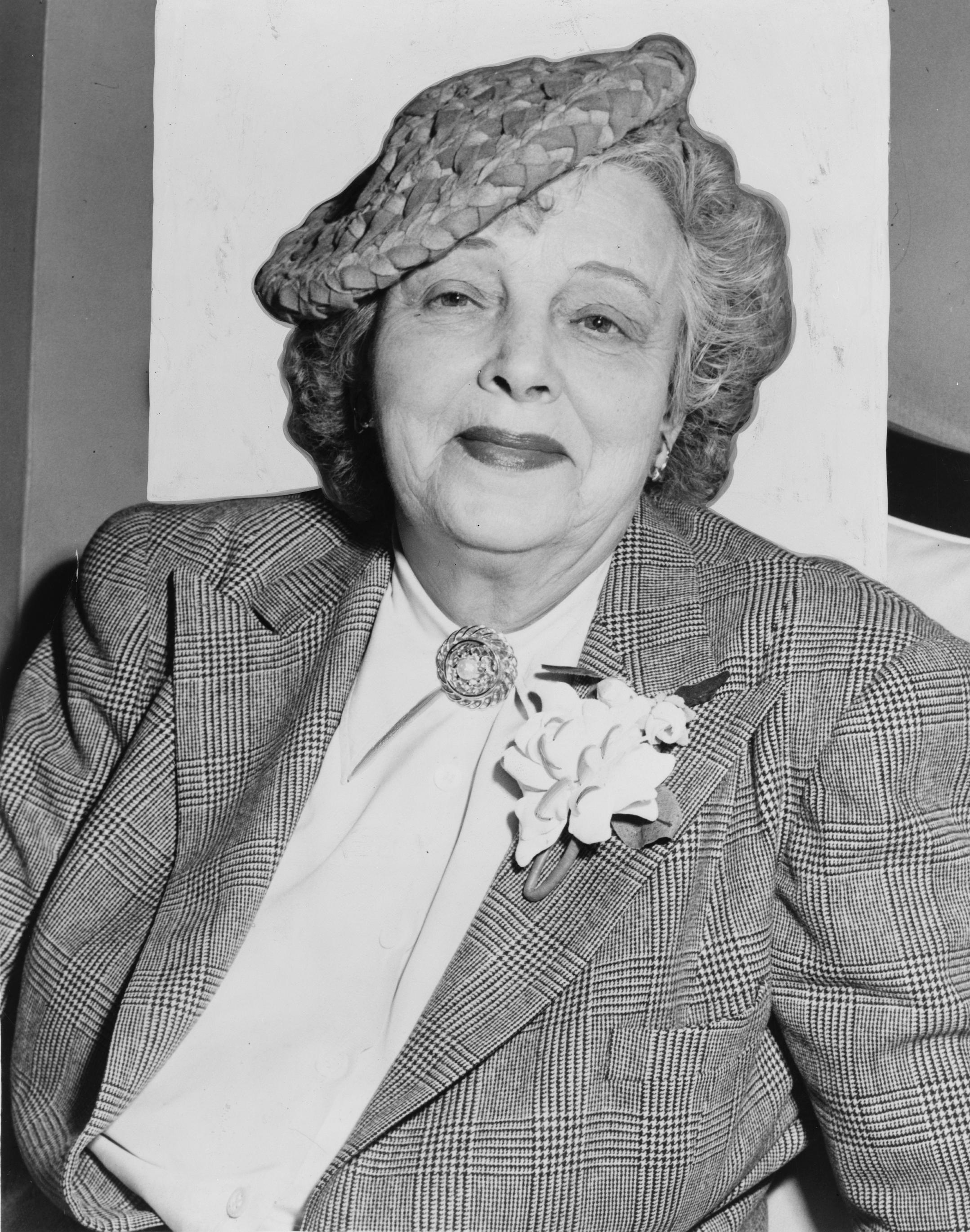
Margaret Anderson, 1951

Margaret Caroline Frances Anderson (* 24. November 1886 in Indianapolis, Indiana; † 19. Oktober 1973 in Cannes) war eine US-amerikanische Schriftstellerin; Gründerin, Redakteurin und Herausgeberin von The Little Review – einer der wichtigsten avantgardistischen Literatur-Zeitschriften in der Zeit zwischen den Weltkriegen.

## Leben
Margaret Caroline Frances Anderson war die älteste von drei Töchtern von Aubrey Arthur Anderson und seiner Ehefrau Jessie Shortridge. 1903 absolvierte sie die High School in Anderson, Indiana und darauf zwei Jahre Junior High School an der Western College for Women in Oxford, Ohio. 1906 verließ Anderson das College, um eine Karriere als Pianistin zu starten. Im Herbst 1908 ging sie nach Chicago, wo sie als Lektorin für die The Continent, eine religiöse wöchentliche Zeitschrift, arbeitete. Später arbeitete sie für das Magazin The Dial, bevor sie 1913 Buchkritikerin bei der Chicago Evening Post wurde.
Im Jahre 1914 gründete Margret Anderson die Literaturzeitschrift The Little Review in New York City und brachte in Fortsetzungen James Joyce’ „A Portrait of the Artist as a Young Man“ und 1918 den „Ulysses“ heraus. Vier Ausgaben der Literaturzeitschrift Little Review wurden vom United States Postal Service konfisziert und verbrannt. 1920 machte man Anderson den Prozess wegen Verbreitung obszöner Schriften und verurteilte sie 1921 zu einer Geldstrafe von 100 US-Dollar. Ezra Pound war es zu verdanken, dass die bis dahin chaotisch geführte kleine Literaturzeitschrift Profil und Richtung bekam und vielversprechende Autoren Europas – allen voran Joyce mit seinem Hauptwerk – sowie wichtige der in Paris lebenden amerikanischen „Expatriates“ als Mitarbeiter gewonnen werden konnten. Zu diesem Kreis zählten unter anderem Hart Crane, T. S. Eliot, Ernest Hemingway, William Butler Yeats, Sherwood Anderson, André Breton, Jean Cocteau, Malcolm Cowley, Marcel Duchamp, Ford Madox Ford, Emma Goldman, Nicholas Vachel Lindsay, Amy Lowell, Francis Picabia, Carl Sandburg, Gertrude Stein, Wallace Stevens, Arthur Waley und William Carlos Williams. 

„Während andere Zeitschriften der frühen Moderne die literarische Revolution proklamierten, war ihre Zeitschrift ein Bekenntnis zur Anarchie.“

1916 traf Anderson in Chicago erstmals Jane Heap, eine Journalistin der Chicago Arts and Crafts Movement und ehemalige Geliebte der Schriftstellerin Djuna Barnes. Anfang der 1920er Jahre gingen die beiden Frauen gemeinsam nach Paris, wo sie ihre Zeitschrift weiterhin verlegten und auf oft abenteuerlichen Wegen nach Amerika zurückschmuggelten. Ihre Liebesbeziehung war da bereits beendet, denn Anderson hatte kurz zuvor ihre große Liebe Georgette Leblanc kennengelernt, eine französische Opernsängerin, die lange mit dem belgischen Schriftsteller Maurice Maeterlinck zusammengelebt hatte, bis er sie wegen einer Jüngeren verließ. Margaret überließ Jane die Leitung der Little Review und lebte mit Georgette bis zu deren Tod im Jahre 1941 in einer in jeder Hinsicht harmonischen und gegenseitig befruchtenden Beziehung. 
1942 kehrte Anderson in die Staaten zurück; ihre nächste Lebensgefährtin wurde Dorothy Caruso, die Witwe des Tenors Enrico Caruso. Nach Dorothys Tod 1955 ging Margaret Anderson wieder nach Frankreich und arbeitete weiter an ihren autobiographischen Werken. Margaret Anderson starb 1973 und wurde in Cannes neben Georgette Leblanc begraben.

## Primärliteratur
| - 1913 The Dial - 1932 My Thirty Years’ War - 1951 The Fiery Fountains | - 1962 The Strange Necessity - 1962 The Unknowable Gurdjieff - 1996 Forbidden Fires, posthum |

## Sekundärliteratur
- Naomi Sawelson-Gorse: Women in Dada: Essays on Sex, Gender, and Identity, (2001) ISBN 0-2626-9260-0
- Holly A. Baggett: Dear Tiny Heart: The Letters of Jane Heap and Florence Reynolds, New York University Press (2000)
- Paula R. Feldman: Margaret Anderson”, American Writers in Paris, 1920-1939, Dictionary of Literary Biography, Detroit (1980)